# Ar-Rusafa (Hama)
Ar-Rusafa (arab. الرصافة) – miejscowość w Syrii, w muhafazie Hama. W 2004 roku liczyła 1608 mieszkańców.

## Galeria

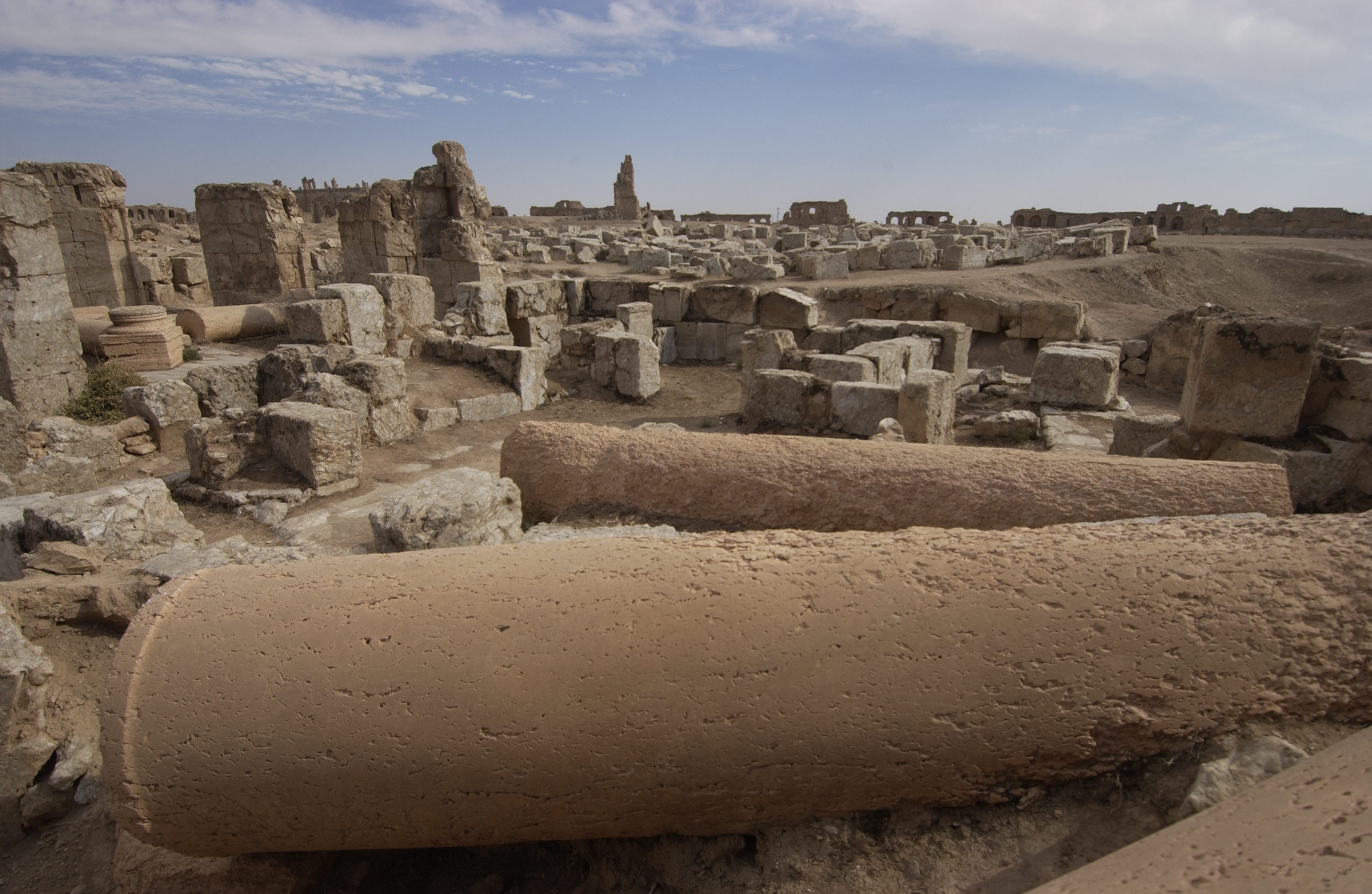
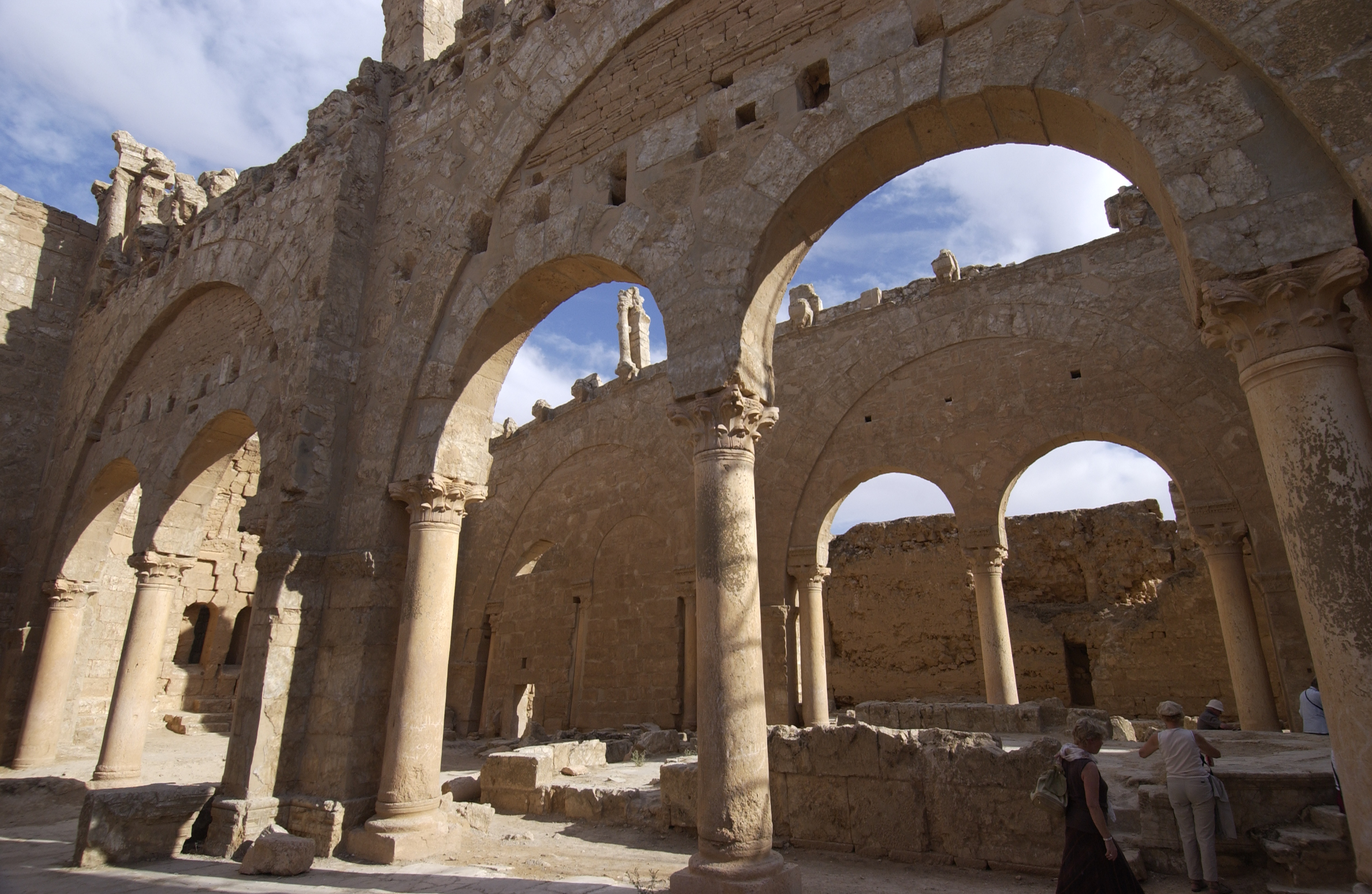
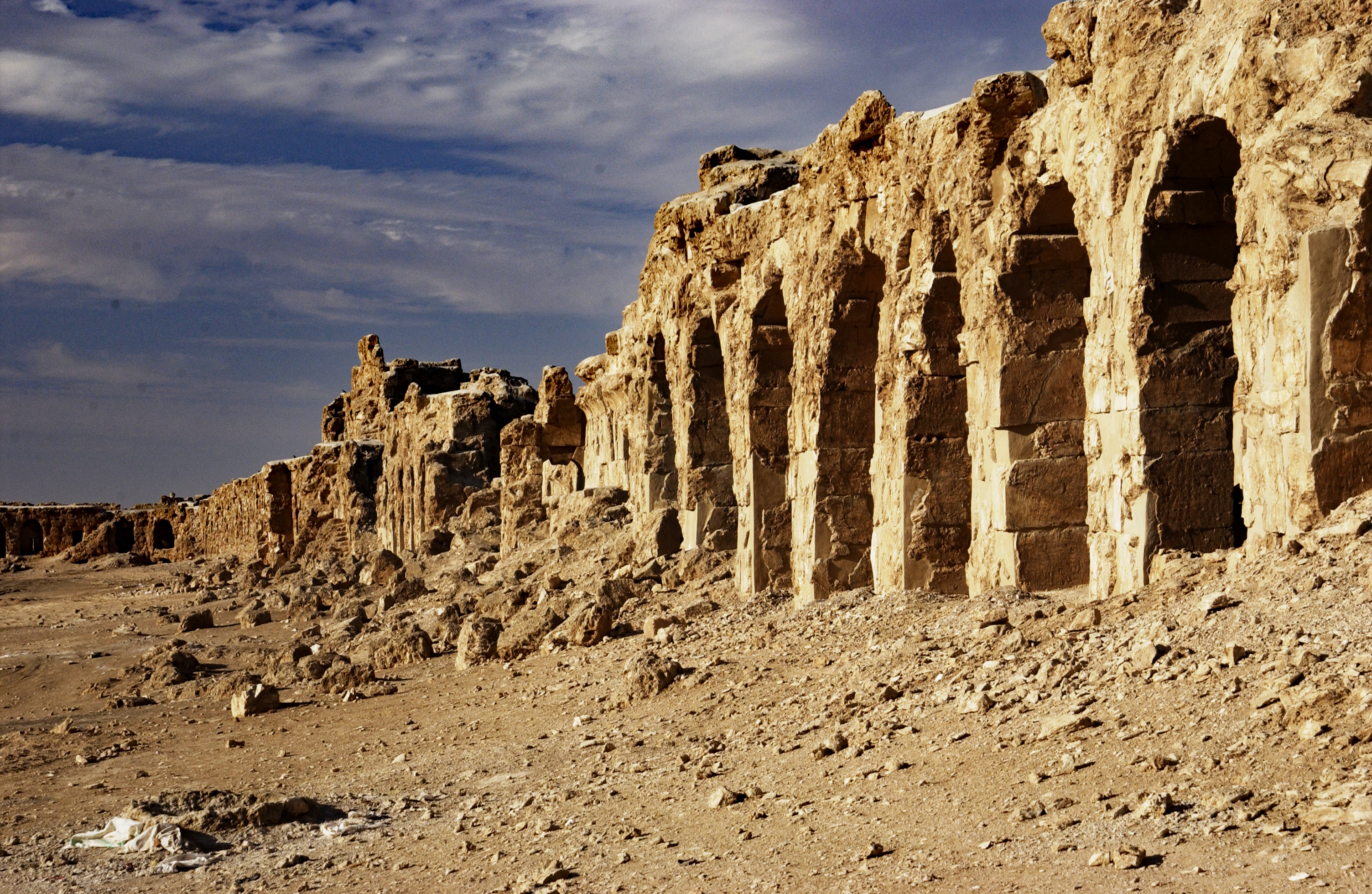
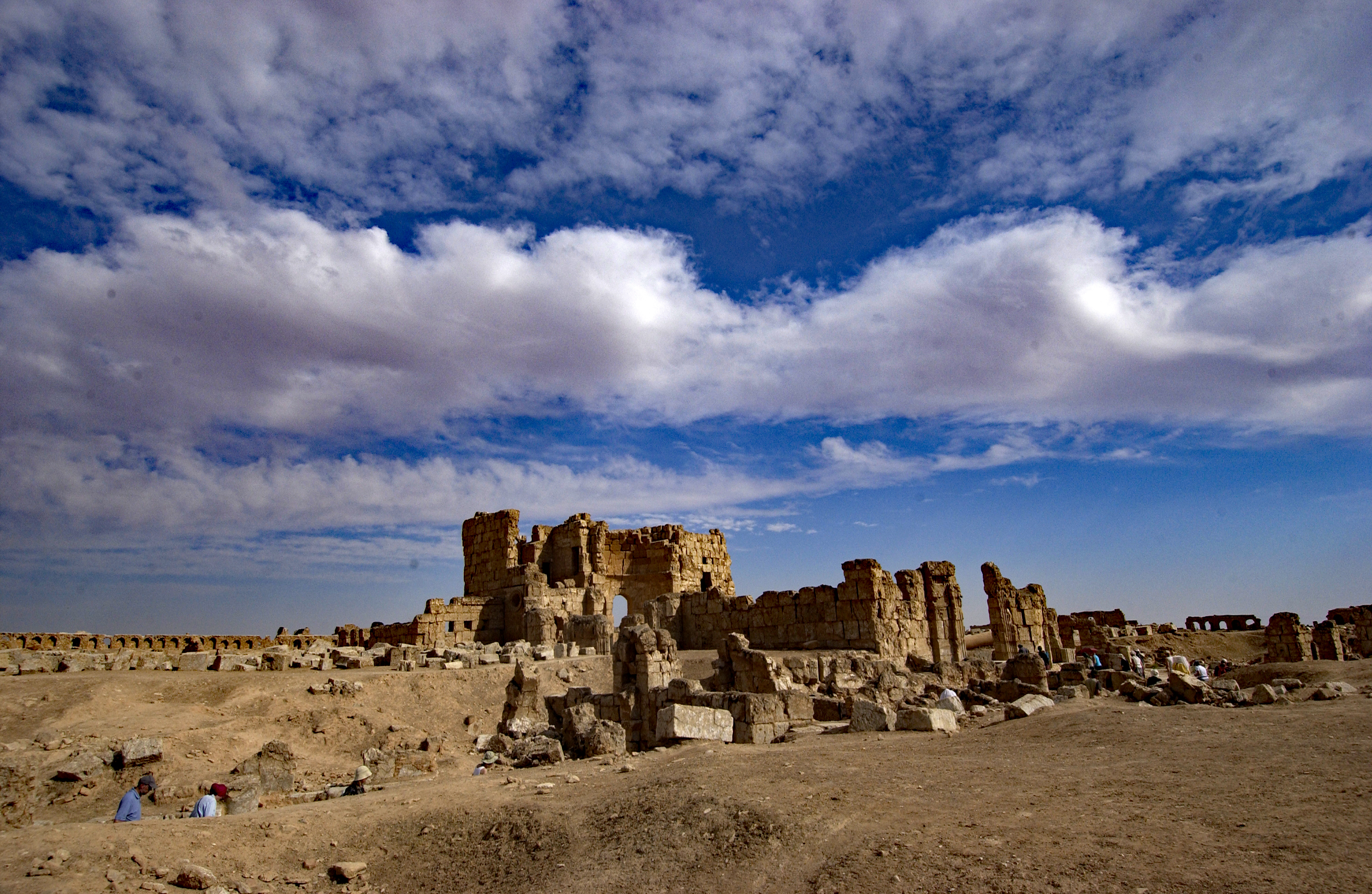